# Vojtěch Saudek
Pour les articles homonymes, voir Saudek.
 (mars 2022).
La mise en forme du texte ne suit pas les recommandations de Wikipédia : il faut le « wikifier ».
Les points d'amélioration suivants sont les cas les plus fréquents :
- Les titres sont pré-formatés par le logiciel. Ils ne sont ni en capitales, ni en gras.
- Le texte ne doit pas être écrit en capitales (les noms de famille non plus), ni en gras, ni en italique, ni en « petit »…
- Le gras n'est utilisé que pour surligner le titre de l'article dans l'introduction, une seule fois.
- L'italique est rarement utilisé : mots en langue étrangère, titres d'œuvres, noms de bateaux, etc.
- Les citations ne sont pas en italique mais en corps de texte normal. Elles sont entourées par des guillemets français : « et ».
- Les listes à puces sont à éviter, des paragraphes rédigés étant largement préférés. Les tableaux sont à réserver à la présentation de données structurées (résultats, etc.).
- Les appels de note de bas de page (petits chiffres en exposant, introduits par l'outil «  Source ») sont à placer entre la fin de phrase et le point final[comme ça].
- Les liens internes (vers d'autres articles de Wikipédia) sont à choisir avec parcimonie. Créez des liens vers des articles approfondissant le sujet. Les termes génériques sans rapport avec le sujet sont à éviter, ainsi que les répétitions de liens vers un même terme.
- Les liens externes sont à placer uniquement dans une section « Liens externes », à la fin de l'article. Ces liens sont à choisir avec parcimonie suivant les règles définies. Si un lien sert de source à l'article, son insertion dans le texte est à faire par les notes de bas de page.
- La présentation des références doit suivre les conventions bibliographiques. Il est recommandé d'utiliser les modèles {{Ouvrage}}, {{Chapitre}}, {{Article}}, {{Lien web}} et/ou {{Bibliographie}}. Le mode d'édition visuel peut mettre en forme automatiquement les références.
- Insérer une infobox (cadre d'informations à droite) n'est pas obligatoire pour parachever la mise en page.

Pour une aide détaillée, merci de consulter Aide:Wikification.
Si vous pensez que ces points ont été résolus, vous pouvez retirer ce bandeau et améliorer la mise en forme d'un autre article.
Vojtěch Saudek (né le 11 février 1951 à Prague et mort le 13 septembre 2003 à Paris) est un compositeur français et tchèque de la fin du XXe siècle.

## Biographie

### Enfance
Fils de Věra Saudková, traductrice et d’Erik Saudek, traducteur et dramaturge, il nait  en 1951 et grandit à Prague avec ses trois frères, Vladimir, Frantisek, Josef et sa sœur Anna. Il évolue dans un climat littéraire par ses parents, et musical par son grand père Josef David qui l’initie très jeune au violon et au piano. À l’adolescence, la pianiste Eliška Kleinová, proche de la famille, le forme pianistiquement pour qu'il puisse mieux se préparer à la composition musicale. En parallèle,  il suit des cours de violon au conservatoire de Prague.

### Études et premières compositions
Après des études d'anglais et de tchèque à l'Université Charles IV de Prague, il obtient un doctorat, puis décide de se consacrer entièrement à la composition et entre à l'Académie des Art Musicaux de Prague (HAMU) en 1977. Il étudie la composition avec Jiri Dvoracek, le piano avec Anna Machova ainsi que la musique de film avec Ivan Kurz. Pendant cette période, il écrit ses premières œuvres importantes : (Quatuor no 1, Sinfonietta, Co  Nepomine (Ce qui ne meurt pas) pour soprano et orchestre, créés à Prague. Il rédige un mémoire sur l'œuvre du compositeur Havelka.

### Musique de la mémoire
Ses études achevées, il compose en 1984 son Concerto  A la mémoire de Gideon Klein. Cette œuvre rend hommage au compositeur et à sa dernière œuvre, le trio a cordes, en reprenant par l'orchestre symphonique le thème du Lento.
La volonté de célébrer la mémoire des victimes de la Shoah, qui a marqué le destin de sa famille, est constante dans l'œuvre de Vojtech Saudek. Radio France lui confie en 1990, une carte blanche, où il fait jouer la sonate de Gidéon Klein (par Thomas Visek). Saudek créé à cette occasion le quatuor no 2  interprété par le quatuor Martinu. En 1994,  il écrit Eine Gemeinschaft von Schurken (une communauté de scélérats),  cantate à la mémoire d'Ottla Davidova Kafka, sa grand mère, assassinée à Auschwitz, pour mezzo soprano et ensemble instrumental, créée par l'Ensemble 2E2M et dirigée par Paul Méfano.

### Influences familiales et littéraires
C'est par les traductions de son père qu'il va acquérir une connaissance intime des textes  de Shakespeare. De cette influence, Il compose Co nepomine  puis, Postavy ze Shakespeara (Caractères de Shakespeare) en 1983, Cycle pour mezzo-soprano et piano.
La deuxième influence importante est l'œuvre de Franz Kafka, dont il est le petit neveu par sa mère. Il compose d'abord L'Excursion en montagne en 1986 pour Mezzo soprano, onze instruments et voix parlée, puis Les recherches d'un chien en 1990 pour violon solo et dispositif électronique, œuvre créée par l'Ensemble l'Itineraire.
Parmi les autres influences littéraires, Memnon cili o lidské moudrosti (Memnon ou la sagesse humaine), opéra de chambre tchèque d'après le conte de Voltaire dont il fait l'adaptation pour le livret, (1986),  avec des textes de Weckerlin, Pedro Calderón de la Barca, Hoffmann von Hoffmannswaldau et de Charles Baudelaire. Il compose La grande Lalula et autres chansons du gibet  en 1999 d'après Christian Morgenstern.
En parallèle, il réalise un travail de réédition des traductions de Shakespeare par son père et traduit en tchèque les lettres de Kafka à sa famille.

### Départ pour la France, musique électronique et musique de théâtre
Il s'installe à Paris en 1983. Il obtient une bourse d'études dans la classe de musique électroacoustique de Guy Reibel au CNSMD de Paris, puis reçoit des commandes de divers ensemble musicaux, (Camerata de Versailles, Verdehr Trio, Ensemble L'Itinéraire, Ariam Ile de France (commande d'état)). Parallèlement, il obtient le CA de Direction pour les conservatoires.
Il écrit pour le théâtre, notamment pour Les Acharniens/Lysistrata, un diptyque d'Aristophane interprétée sur scène par les musiciens de l'Ensemble 2E2M, mise en scène d'Agnès Delume (avec qui il est marié de 1981 à 1994) au Théâtre Jean Vilar de Vitry sur Seine.
L'année qui précède sa mort, il suit un programme de l'Ircam destiné aux compositeurs, et commence de nouvelles recherches, tout en continuant à composer pour les  ensembles, par exemple son Concertino pour deux trompettes. Elégie, écrite en 2002, est sa dernière œuvre.

## Œuvres

### Orchestre
- 1980 : Sinfonietta (25’)
- 1882 : Symphonie  pour orchestre (36’) Orchestre FOK de Prague.
- 1984 : A la mémoire de Gidéon Klein, Concerto pour Piano et Orchestre (23’) Tomas Visek et l'Orchestre FOK.
- 1998 : Concertino pour deux trompettes, instruments à vent et timbales (12’).

### Musique de chambre
- 1977 : 11 Variations pour piano.
- 1979 : Quatuor à cordes no 1 (24') par le quatuor Suk à Prague
- 1981 : Fantaisie pour violon et orchestre de chambre
- 1982 : Fantaisie pour Flûte et Piano
- 1983 : Concertino pour flûte et quatuor par Eva Hallerova et le quatuor Dolezal
- 1988 : Quintette pour Clarinette, violon, alto, violoncelle et synthétiseur DX711 (commande de la ville d’Ivry sur Seine)
- 1989 : Lullaby (berceuse) pour clarinette, violon et piano (commande du Verdehr Trio-USA)
- 1990 : Arc en Ciel à quatre voix, ballet pour chanteuse et musique électronique sur bande. Commande de la compagnie Odile Rouquet
- 1990 : Les Recherches d’un chien pour violon et dispositif électronique, créée par Carmen Fournier et Vojtech Saudek, Commande de l'Ensemble Itinéraire au Centre Pompidou (23')
- 1990 : Quatuor à cordes no 2, commande de Radio France et création par le Quatuor Martinù (20')
- 1997 : Trio pour violon, alto et violoncelle, créé par le Trio Ile de France
- 2002 : Elegie pour Violoncelle et synthétiseur DX711, créée par Diane Gauthier et Vojtech Saudek
- Arrangement pour orchestre à cordes de : Partita for strings de Gideon Klein , enregistré par le Philadelphia Orchestra, sous la direction de Christoph Eschenbach. Disque Ondine

### Musique vocale
- 1981: Co Nepomine (Ce qui ne meurt pas), scène et air pour Soprano et Orchestre sur un texte de Shakespeare. (20’), créée par Brigita Sulcova et l'orchestre philharmonique de Moravie
- 1983 : Shakespeare’s Characters, Cycle pour Mezzo-soprano et Piano (16’) créé par Brigita Sulcova
- 1986 : L’excursion en montagne pour Mezzo soprano , onze instruments et voix parlée, sur une nouvelle de Franz Kafka (15’) par la Camérata de Versailles, direction Amaury du Closel
- 1994 : Le Monde entier est une scène, cycle de chansons d’après Shakespeare (80’) créé par Agnès Delume et Vojtech Saudek (Théâtre Silvia Monfort)
- 1994 : Une communauté de scélérats, Cantate de chambre en hommage à Ottla Davidova -Kafka, texte de Franz Kafka et d’Ottla Davidova-Kafka  (18’) créée par l'Ensemble 2E2M, direction Paul Méfano avec Marie Kobayashi, Centre Pompidou et Printemps de Prague. Création en Allemagne par Stephanie Haas
- 1999 : Das Grosse Lalula und andere Galgenlieder, (La Grande Lalula et autres chansons du Gibet), d’après Christian Morgenstern, pour Mezzo-soprano et percussions (15’) créée par Stéphanie et Christopher Haas
- 2001 : All the world pour voix seule d’après Shakespeare, (10') créé par Stephanie Haas

### Opéra
- 1987 : Memnon Opéra de chambre d’après le conte de Voltaire (70’)
- 1994 : Le vilain petit canard Opéra pour enfants d’après le conte d’Andersen (70’), commande  de l'Ariam Ile de France

### Musique pour le théâtre
- 1982 :  La Folle de Chaillot à Prague / République tchèque
- 1990 : Les prophéties de Cassandre (chant et synthétiseur) création au Théâtre de la Cité Internationale à Paris
- 1992 : Au-dessus des volcans à Pantin /France
- 1993 : Les Acharniens/Lysistrata, diptyque Aristophane (créé au Théâtre Jean Vilar de Vitry sur Seine (fonds de création lyrique de la SACD)
- 1997 : Sappho d’après la poétesse grecque (Fondation Beaumarchais, Aide à la création Drac Ile de France) - Centre Culturel Suisse et Maison de la poésie à Paris.
- 1999 : La fiancée des Landes/Éveil, deux pièces d’August Stramm. Maison de l'Allemagne, Paris, Studio Théâtre d'Alfortville.